# محمد عبد الجليل (لاعب كرة قدم مواليد 1968)
محمد عبد الجليل لاعب كرة قدم مصري سابق، لعب لناديي الأهلي والزمالك في مركز الهجوم ، وحاليًا رئيس قطاع الناشئين لنادي مصر للمقاصة.

## روابط خارجية
- محمد عبد الجليل على موقع قاعدة بيانات كرة القدم.إي يو (الإنجليزية)
- محمد عبد الجليل على موقع ناشيونال فوتبول تيمز (الإنجليزية)

- محمد عبد الجليل